# Holcojoppa basalis
Holcojoppa basalis är en stekelart som först beskrevs av Morley 1915.  Holcojoppa basalis ingår i släktet Holcojoppa och familjen brokparasitsteklar. Inga underarter finns listade i Catalogue of Life.